# Alexander Nevskij-klostret

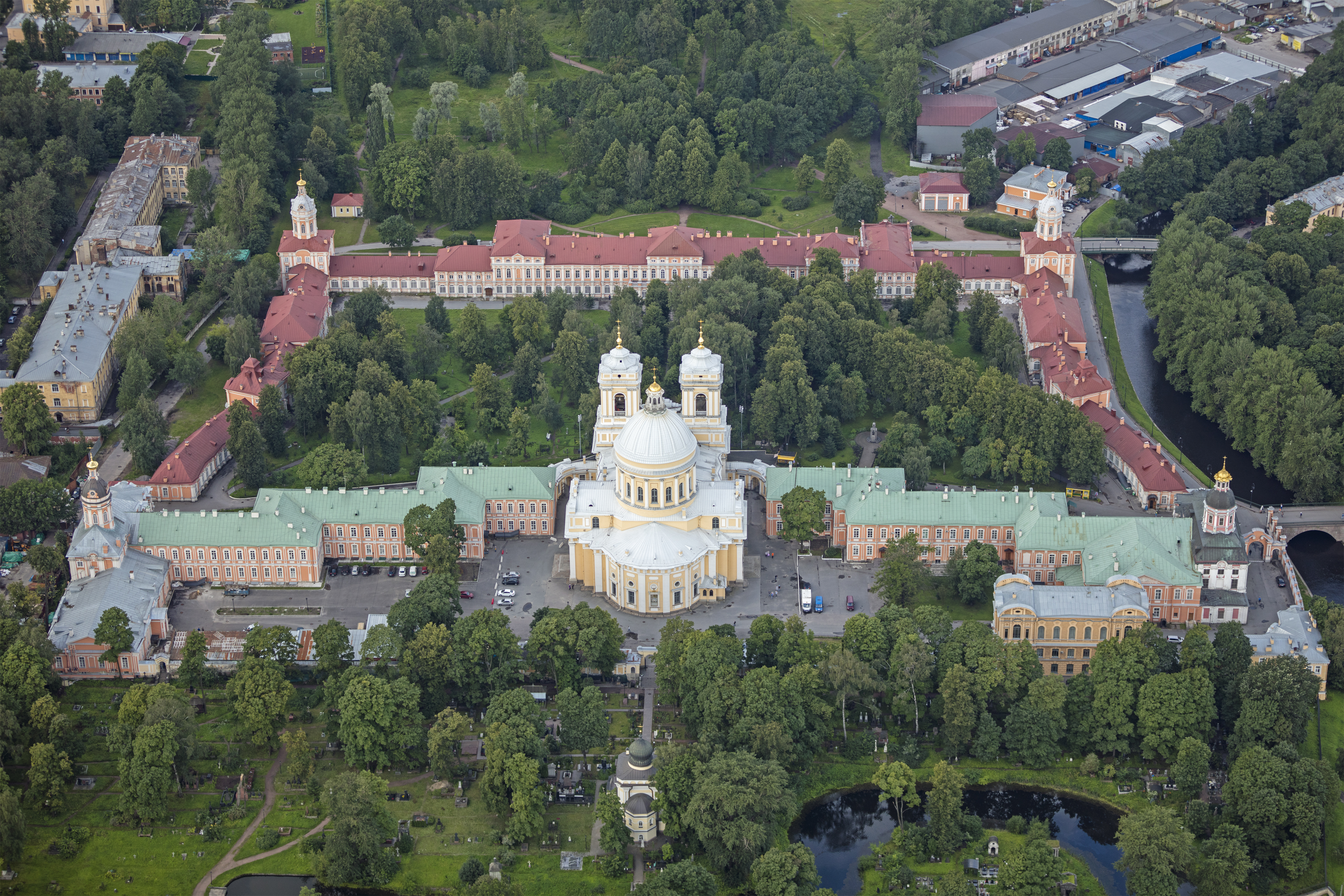
Flygbild av Alexander Nevskij-klostret (2016)

Alexander Nevskij-klostret är ett kloster beläget söder om Alexander Nevskij-torget vid den östra änden av Nevskij prospekt i Sankt Petersburg, möjligen på den plats där slaget vid Neva stod i juli 1240.
Klostret grundades år 1710 av Peter den store och upphöjdes 1797 till Rysslands tredje lavra. På området finns även Tichvin-kyrkogården där bland annat Tjajkovskij och Dostojevskij är begravna.